# Iglesia de Bratsberg
La iglesia de Bratsberg (en noruego: Bratsberg kirke) es una iglesia parroquial de la Iglesia de Noruega en el municipio de Trondheim en el condado de Trøndelag, Noruega. Está situada en el área de Bratsberg al sureste de la ciudad de Trondheim y al este de Heimdal. Es una de las iglesias de la parroquia de Nidelven que forma parte del Strinda prosti (decanato) en la diócesis de Nidaros. La iglesia de madera blanca fue construida en estilo cruciforme en 1850 por el arquitecto Ole Henriksen usando los planos de Hans Linstow. La iglesia tiene capacidad para unas 450 personas.
La iglesia fue consagrada por Hans Jørgen Darre, obispo de la diócesis de Nidaros . El retablo original fue realizado en ese momento por Eilert Balle Lund (1815–1891). El retablo actual data de 1972 y fue completado por Knut Skinnarland (1909-1993). La pila bautismal es de latón y data de 1638. El órgano fue instalado en 1913. La iglesia tiene dos campanas que datan de 1850 y 1989. La iglesia fue restaurada durante 1905, 1972 y 2016.